# St. Alto und St. Birgitta (Altomünster)

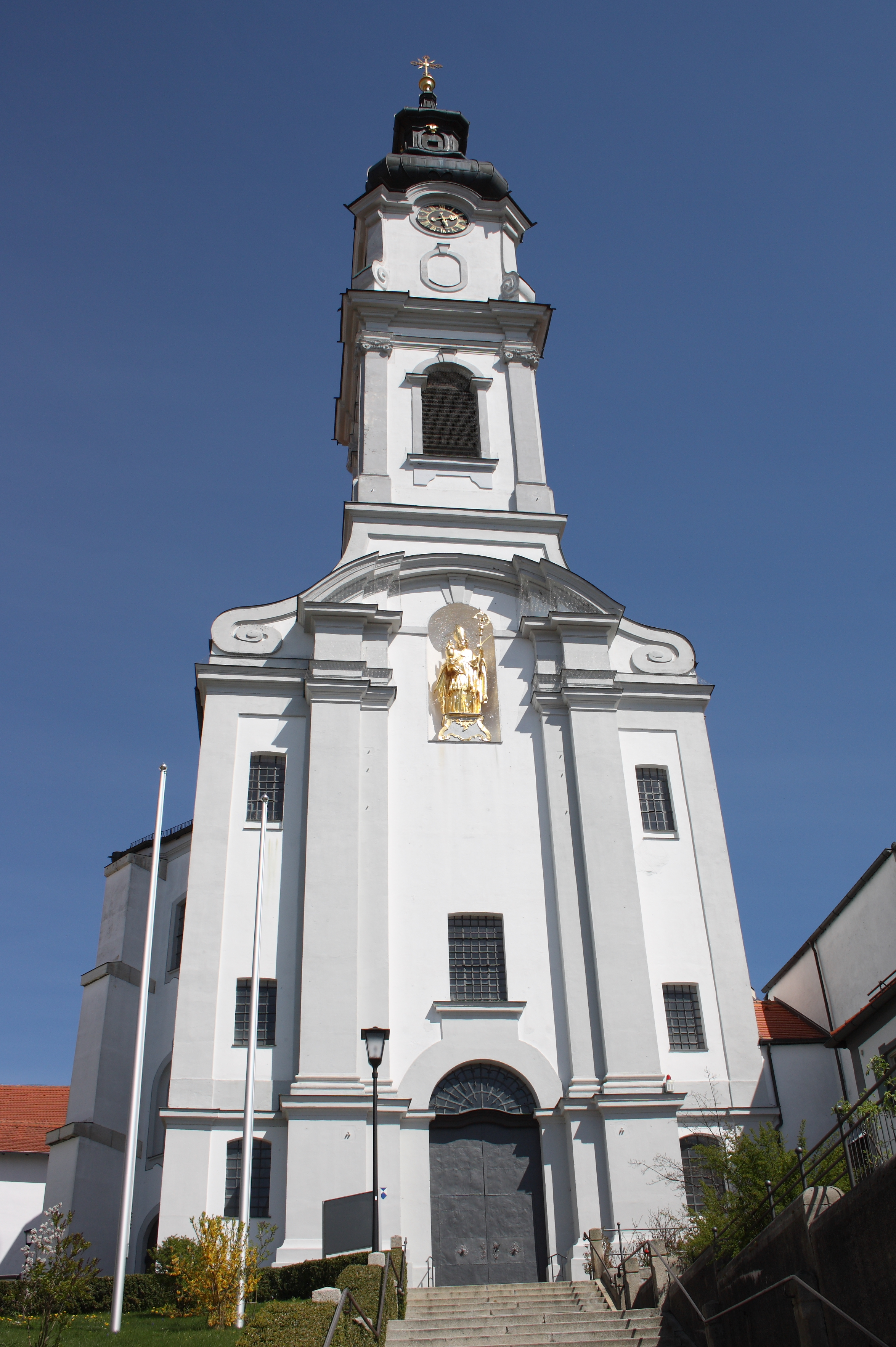
Sankt Alto und Sankt Birgitta

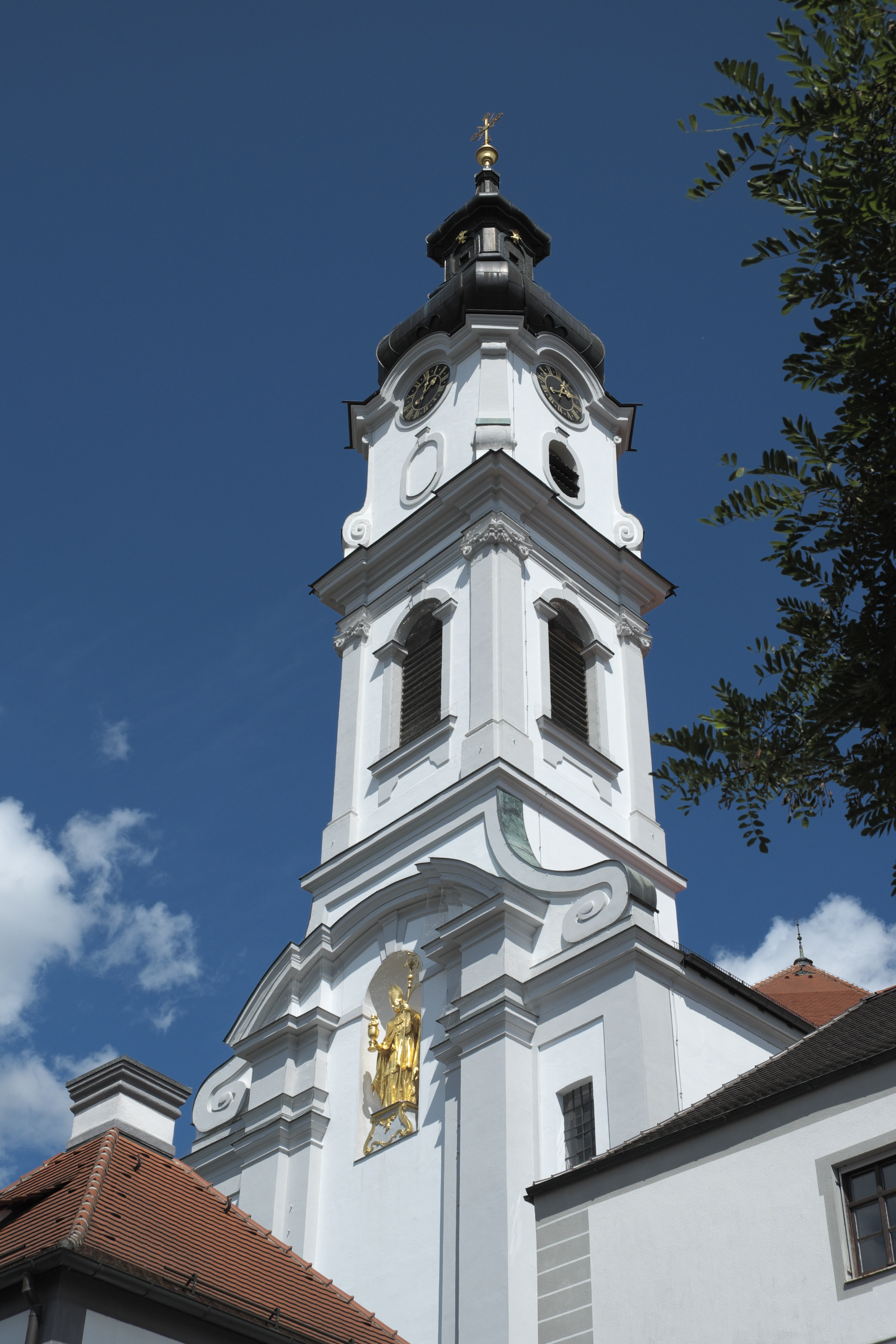
Glockenturm

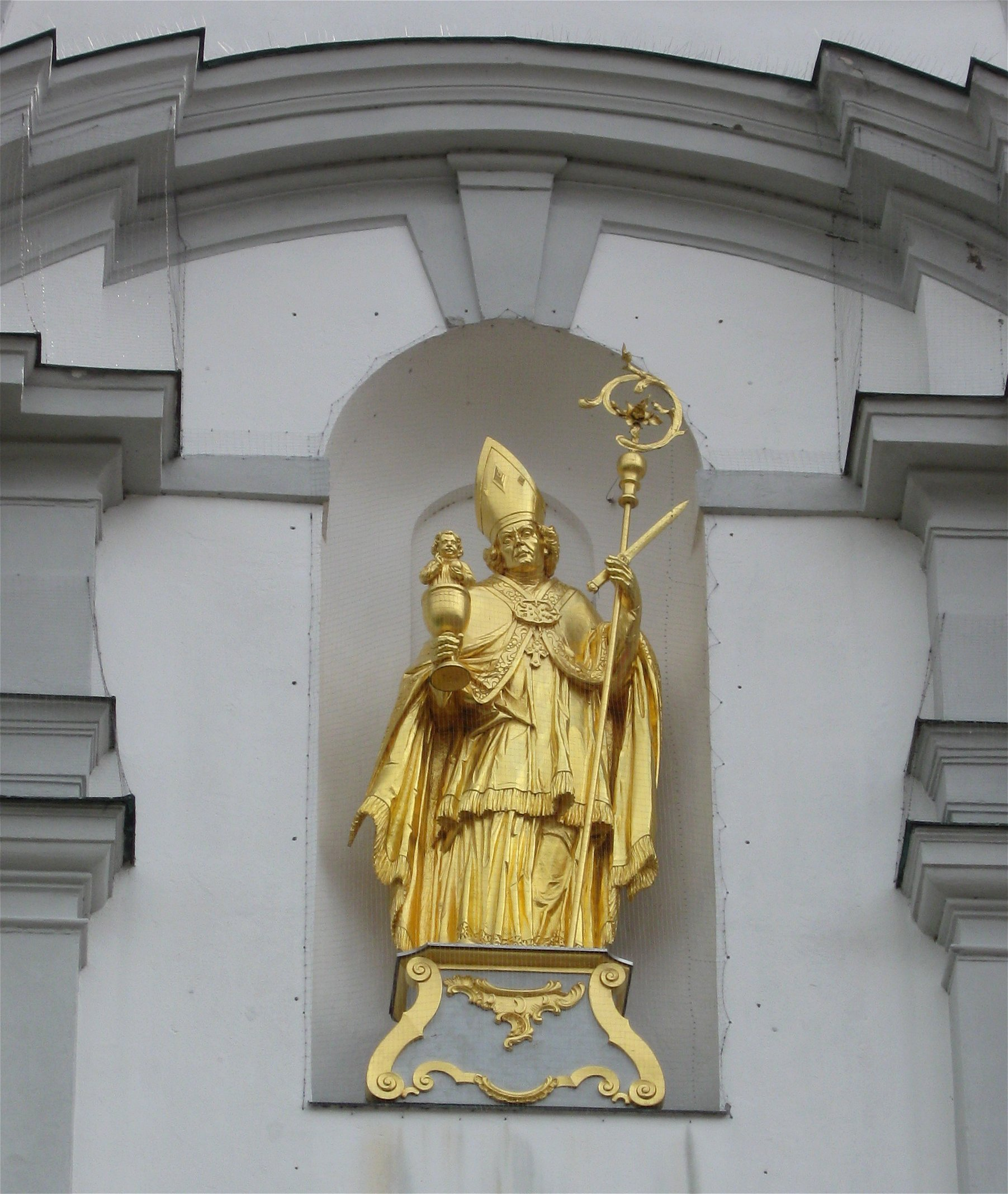
Heiliger Alto

Die katholische Pfarr- und ehemalige Klosterkirche Sankt Alto und Sankt Birgitta in Altomünster, einer Marktgemeinde im Landkreis Dachau in Bayern, wurde in der zweiten Hälfte des 18. Jahrhunderts an der Stelle eines romanischen Vorgängerbaus aus dem 13. Jahrhundert errichtet. Die Kirche ist dem heiligen Alto, einem Eremiten, der nach der Legende um 760 in Altomünster ein Kloster gegründet haben soll, und der heiligen Birgitta von Schweden, der Gründerin des Erlöserordens, geweiht. Die Kirche zählt zu den letzten großen Sakralbauten des Rokoko, die Deckenfresken von Joseph Mages (1728–1769) und der Stuckdekor von Jakob Rauch stehen bereits am Übergang zum Klassizismus. Die meisten Altarbilder wurden ebenfalls von Joseph Mages ausgeführt, die Altäre und die Schnitzfiguren stammen größtenteils von Johann Baptist Straub (1704–1784). Betreut wird die Gemeinde seit vielen Jahren von Priestern des Deutschen Ordens.

## Geschichte
Das Kloster Altomünster wurde in der zweiten Hälfte des 10. Jahrhunderts durch Benediktiner und ab 1056 durch Kanonissen besiedelt. Spätestens ab 1278 lebten dort Benediktinerinnen. Im Jahr 1244 wurde eine dreischiffige Basilika mit vermutlich drei Apsiden und einem Westturm geweiht. Auf diesen Bau geht der heutige Eingangsbereich der Kirche zurück. Von früheren Kirchenbauten sind keine Reste erhalten.
1485 wurde das Benediktinerinnenkloster „wegen Misswirtschaft“ aufgelöst und 1497 als Doppelkloster des Erlöserordens neu belegt. In Zusammenhang mit der Übernahme des Klosters durch den Birgittenorden wurde vermutlich bereits ab 1488 der Chor umgebaut und der Mönchschor errichtet. Zwischen 1613 und 1619 wurde der Innenraum im Stil des Frühbarock umgestaltet.
Zwischen 1763 und 1773 wurde die baufällig gewordene Kirche durch Johann Michael Fischer neu errichtet. Nach dessen Tod im Jahr 1766 vollendete sein Polier Balthasar Trischberger den Kirchenbau.
Im Zuge der Säkularisation wurde das Kloster im Jahr 1803 aufgehoben und ab 1841 bis zu seiner Schließung durch den Vatikan im Jahr 2015 als Nonnenkloster der Birgitten genutzt, in dem zuletzt nur noch die Priorin lebte.

## Architektur

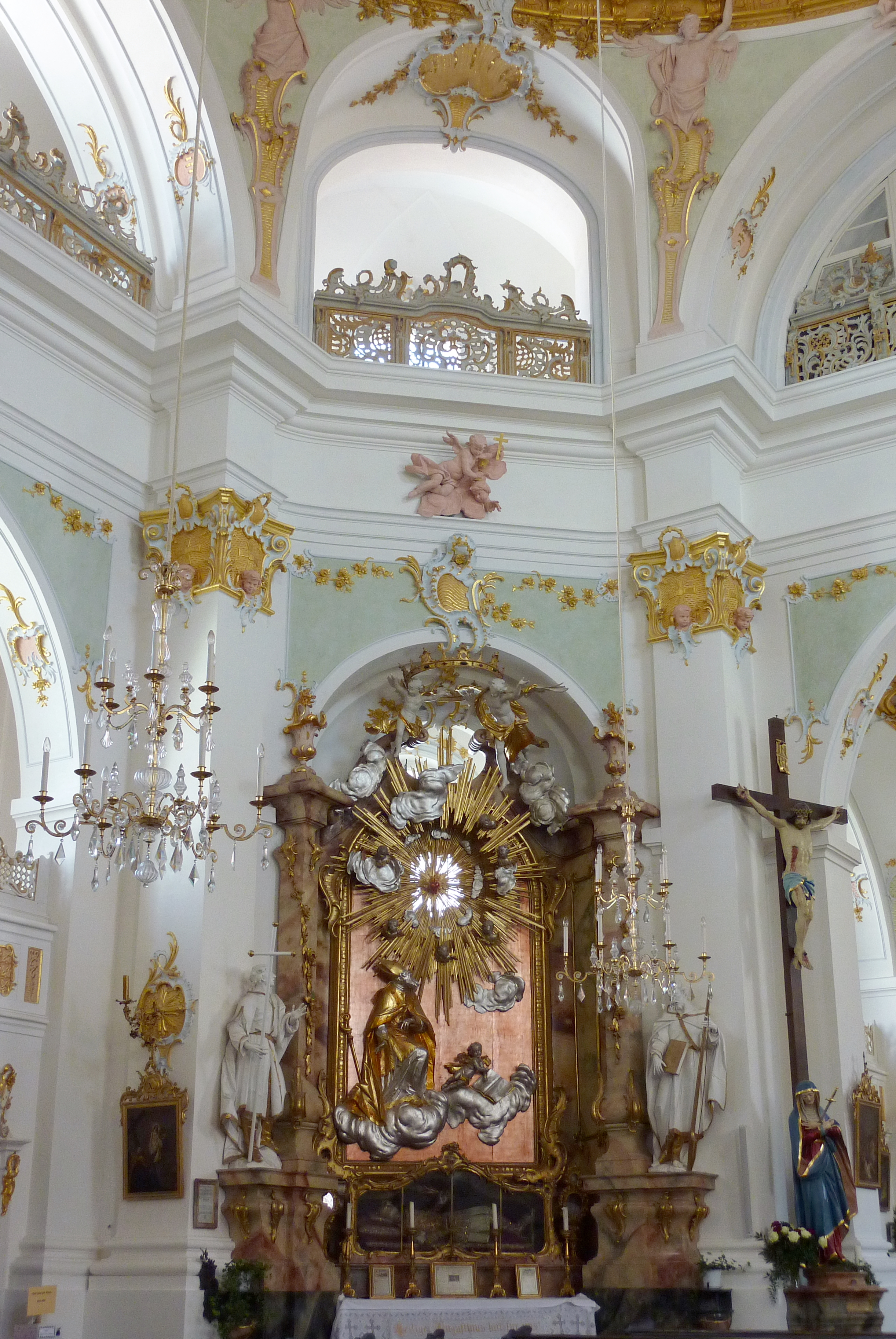
Innenraum

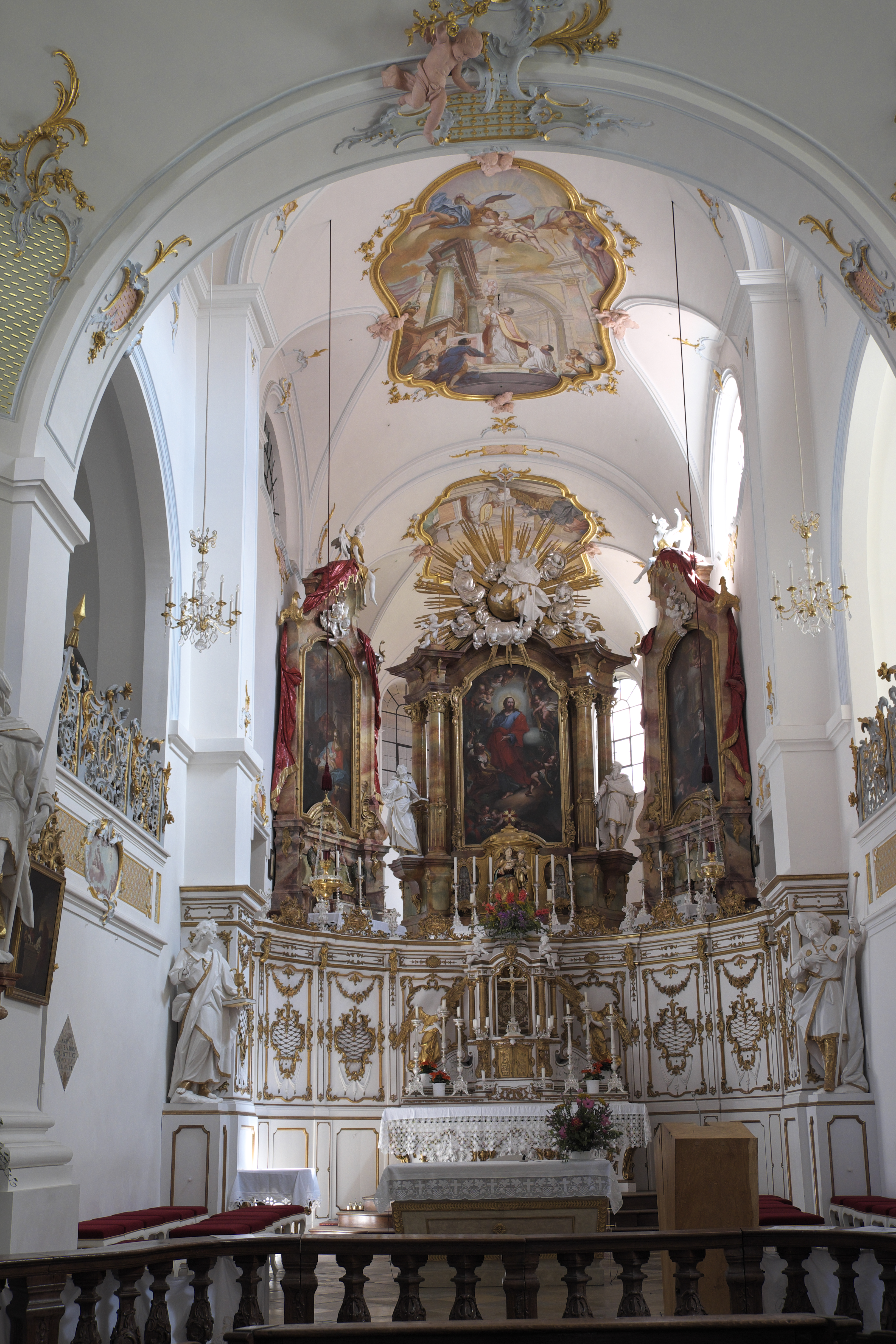
Innenraum

### Außenbau
Hoch über dem Ort erhebt sich über dem noch romanischen Unterbau der Westfassade der 62 Meter hohe, zweigeschossige Glockenturm. Er wird von Ecklisenen eingefasst und von einer gestuften und mit einer Laterne bekrönten Zwiebelhaube gedeckt. Eine steile Rampentreppe führt zum Hauptportal in der Turmfassade, die von Pilastern gegliedert und oben durch einen Segmentgiebel und seitliche Voluten abgeschlossen wird. In einer Höhe von 15 Metern steht in einer Nische die 3,5 Meter hohe, vergoldete Figur des heiligen Alto, der mit seinen Attributen, dem Abtsstab, einem Messer und einem Kelch mit dem Jesuskind, dargestellt ist. An den mit Strebepfeilern verstärkten Zentralbau schließt sich im Osten der stark eingezogene, dreiseitig geschlossene Chor an.

### Innenraum
Die Kirche ist als Saalbau mit einem oktogonalen Hauptraum angelegt, der von einer 18 Meter hohen Hängekuppel überwölbt wird. Karyatiden in Engelsgestalt scheinen die Kuppel zu tragen. Große Rundbögen öffnen die zweistöckigen Emporen zum Hauptraum, der durch Pfeiler mit Stuckkapitellen und verkröpftem Gebälk gegliedert ist. Die Emporen besitzen kunstvoll geschnitzte, in Weiß und Gold gefasste Gitter.
Östlich des Hauptraumes schließt sich der kleinere, sogenannte Beichtraum an. Er ist quadratisch mit abgeschrägten Ecken und wird von einer Flachkuppel gedeckt. Der Beichtraum, über dem der Nonnenchor liegt, öffnet sich im Osten zum Chor, der von einer Stichkappentonne gedeckt wird. Er besteht aus dem Laienchor und dem aufgrund der Hanglage etwas höher gelegenen Mönchschor. Dieser war wie der Nonnenchor ausschließlich den Ordensmitgliedern vorbehalten.

## Ausstattung
- Die Kirchenbänke stammen noch aus der Erbauungszeit und besitzen kunstvoll geschnitzte Rocaillewangen. Bei der Restaurierung wurde die ursprüngliche barocke Farbfassung wiederhergestellt.
- Aus der Erbauungszeit ist auch die Kommunionbank zwischen Beichtraum und Chor erhalten. Sie wurde 1770 von dem Dachauer Bildhauer Franz de Paula Arnoldt (1724–1788) aus Eichenholz angefertigt.
- Am Korb der holzgeschnitzten Kanzel sitzen Engelsputten mit den Symbolen der Evangelisten. Auch die Voluten des Schalldeckels sind mit Putten besetzt, einer bläst die Posaune.
- Der halbkreisförmige Tabernakelaltar ersetzt einen früheren Altar von Johann Baptist Straub und wurde Ende des 19. Jahrhunderts neu geschaffen. Die neubarocke Holzwand trennt den für die Laien zugänglichen Kirchenraum vom Mönchschor. Nur die beiden Figuren der Apostel Johannes und Jakobus des Älteren stammen noch vom ursprünglichen Altar.
- Die Figuren der anderen Apostel wurden ebenfalls um 1770 von Johann Baptist Straub geschnitzt. Sie sind in Polierweiß gefasst und stehen als Assistenzfiguren an den Altären.
- In der Kirche sind mehrere Opferstöcke aus dem 18. Jahrhundert erhalten.
- Die Prozessionsstangen stammen großenteils aus dem 18. Jahrhundert. Die Figuren stellen den heiligen Florian, den heiligen Joseph, einen Bischof, einen Mönch, einen Heiligen und Moses mit den Gesetzestafeln dar.

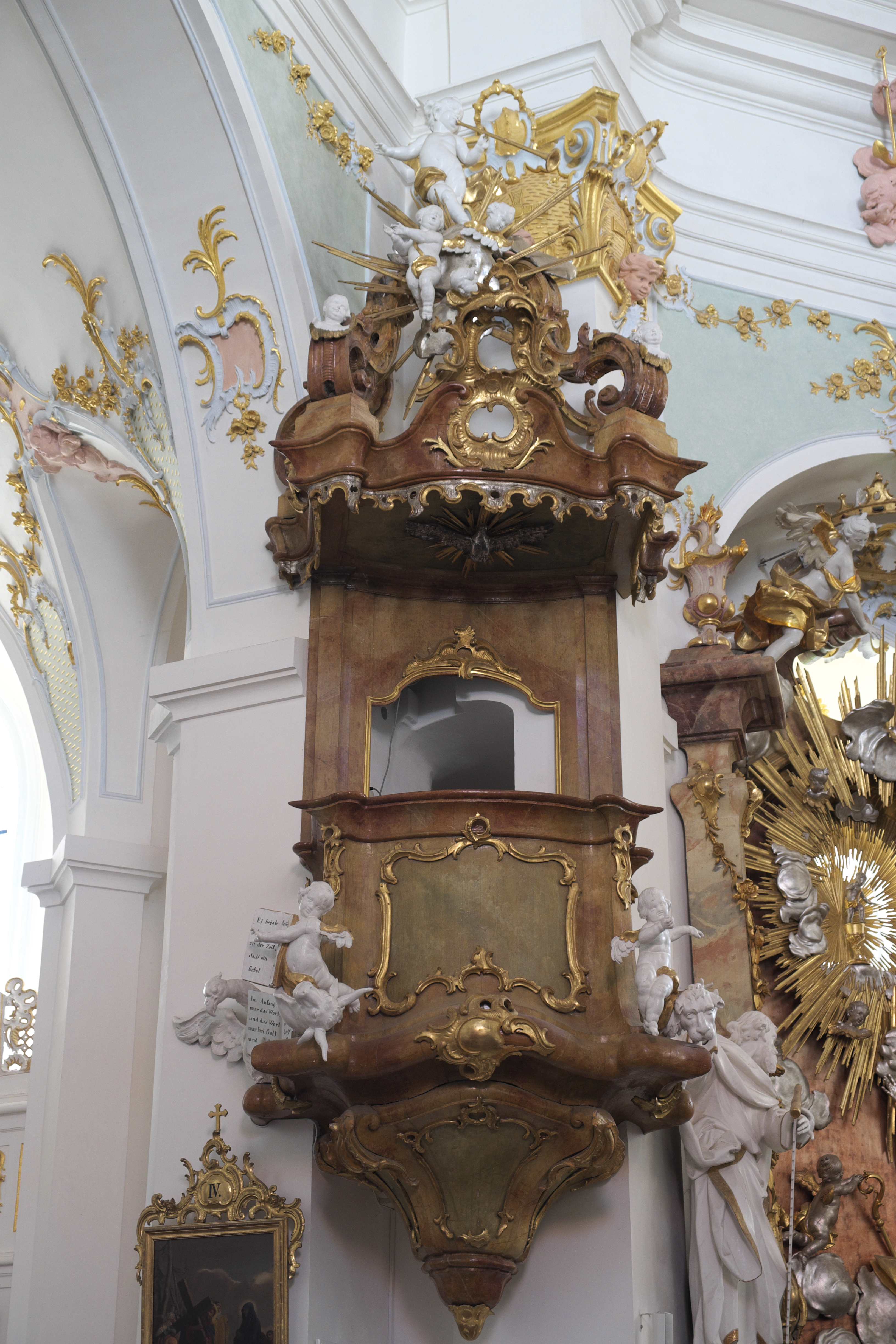
Kanzel
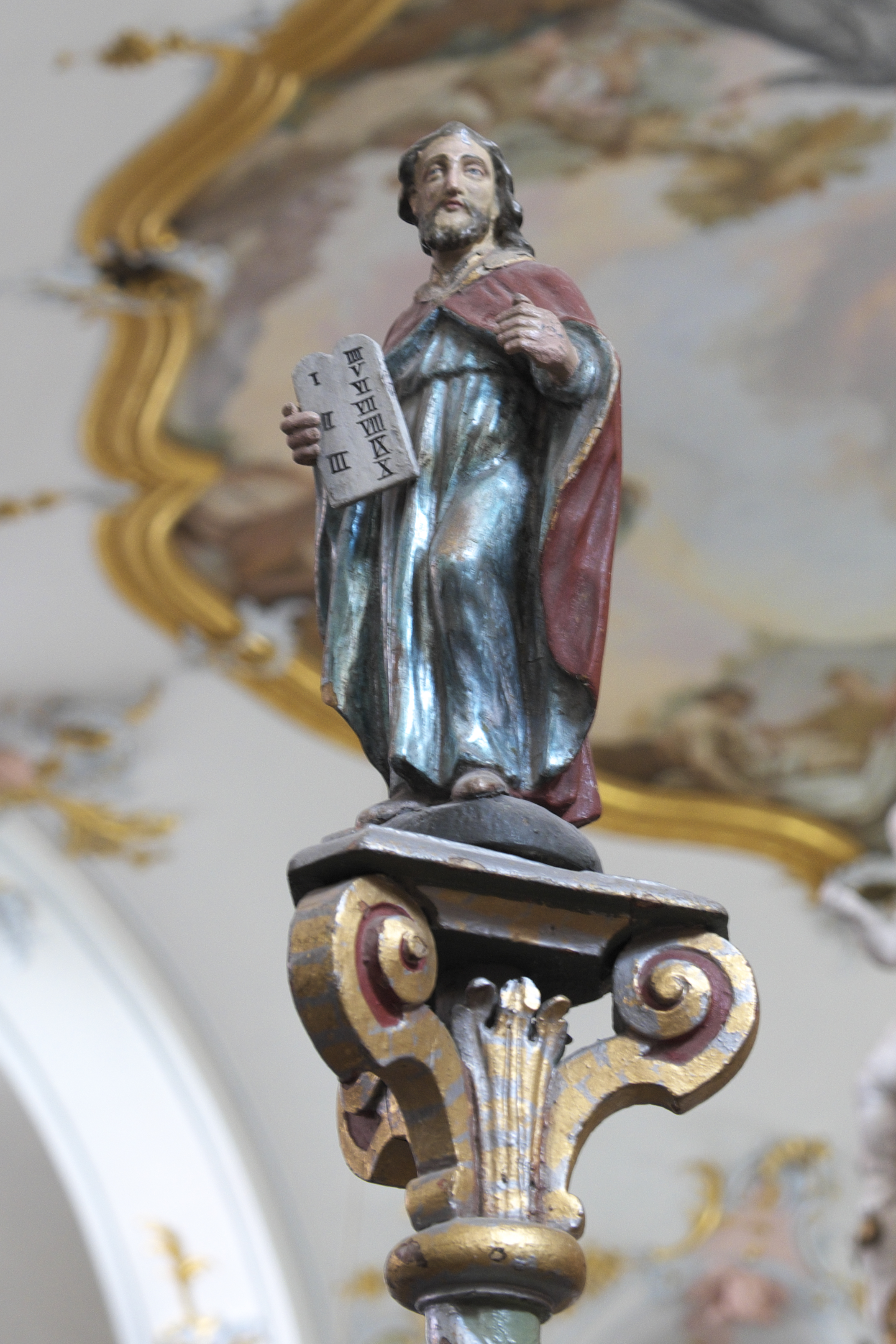
Prozessionsstange mit der Figur des Moses
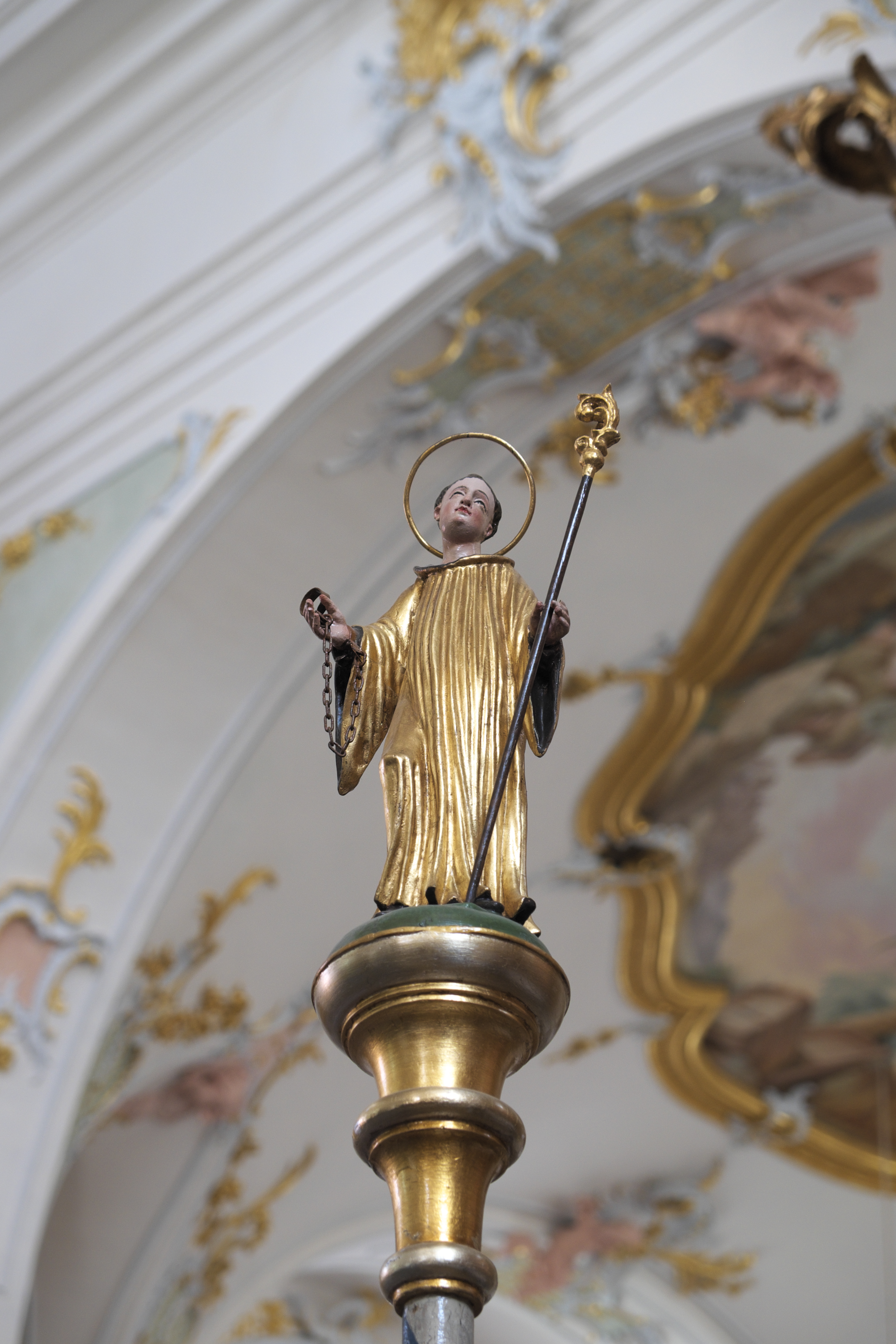
Prozessionsstange mit der Figur des heiligen Leonhard
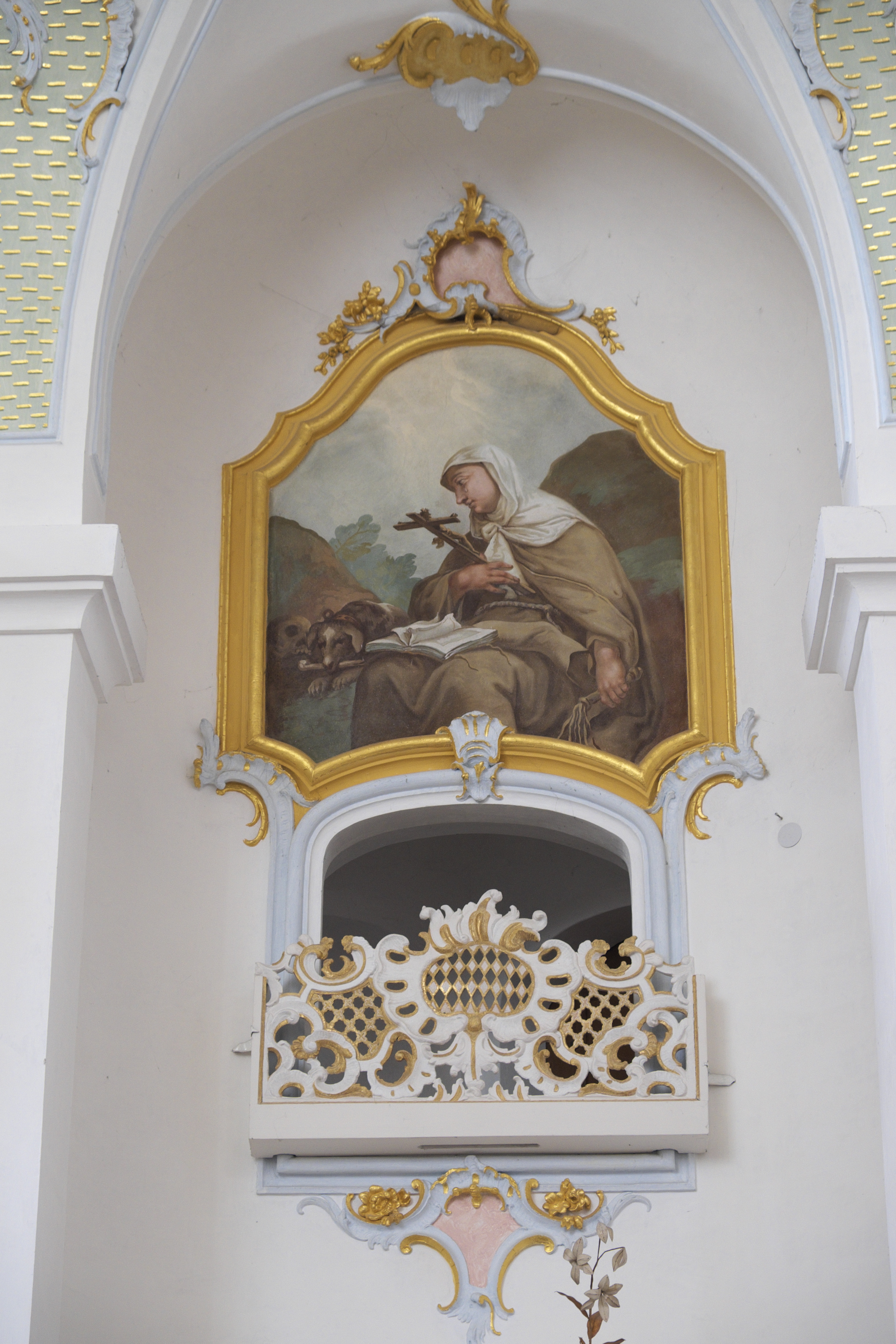
Heilige Margareta von Cortona, Gemälde im Beichtraum
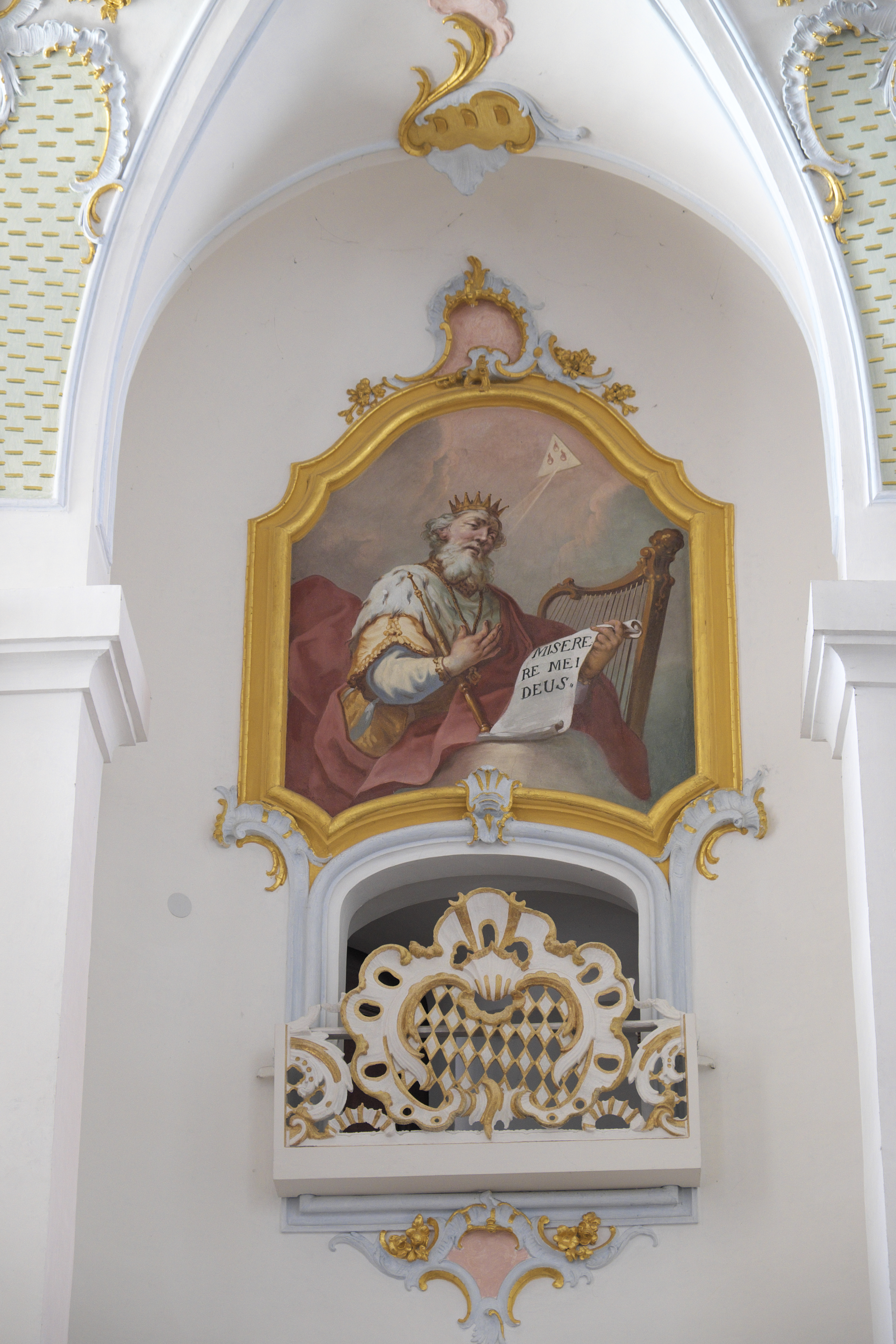
König David, Gemälde im Beichtraum

## Deckenfresken
Die Deckenfresken wurden von dem aus Tirol stammenden und in Augsburg ansässigen Maler Joseph Mages ausgeführt. Sie sind mit der Jahreszahl 1767 signiert.

### Deckenfresko des Hauptraumes

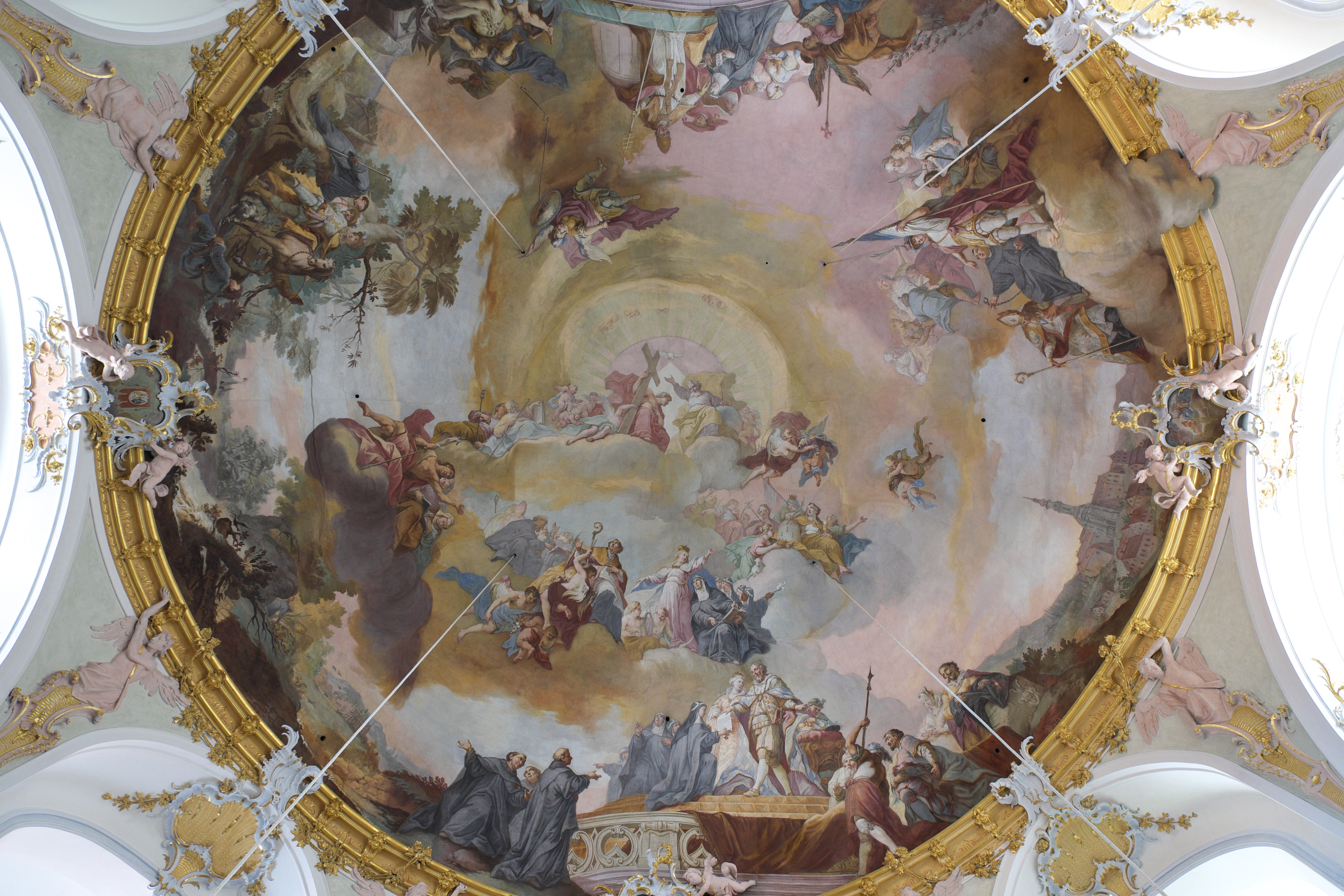
Kuppelfresko

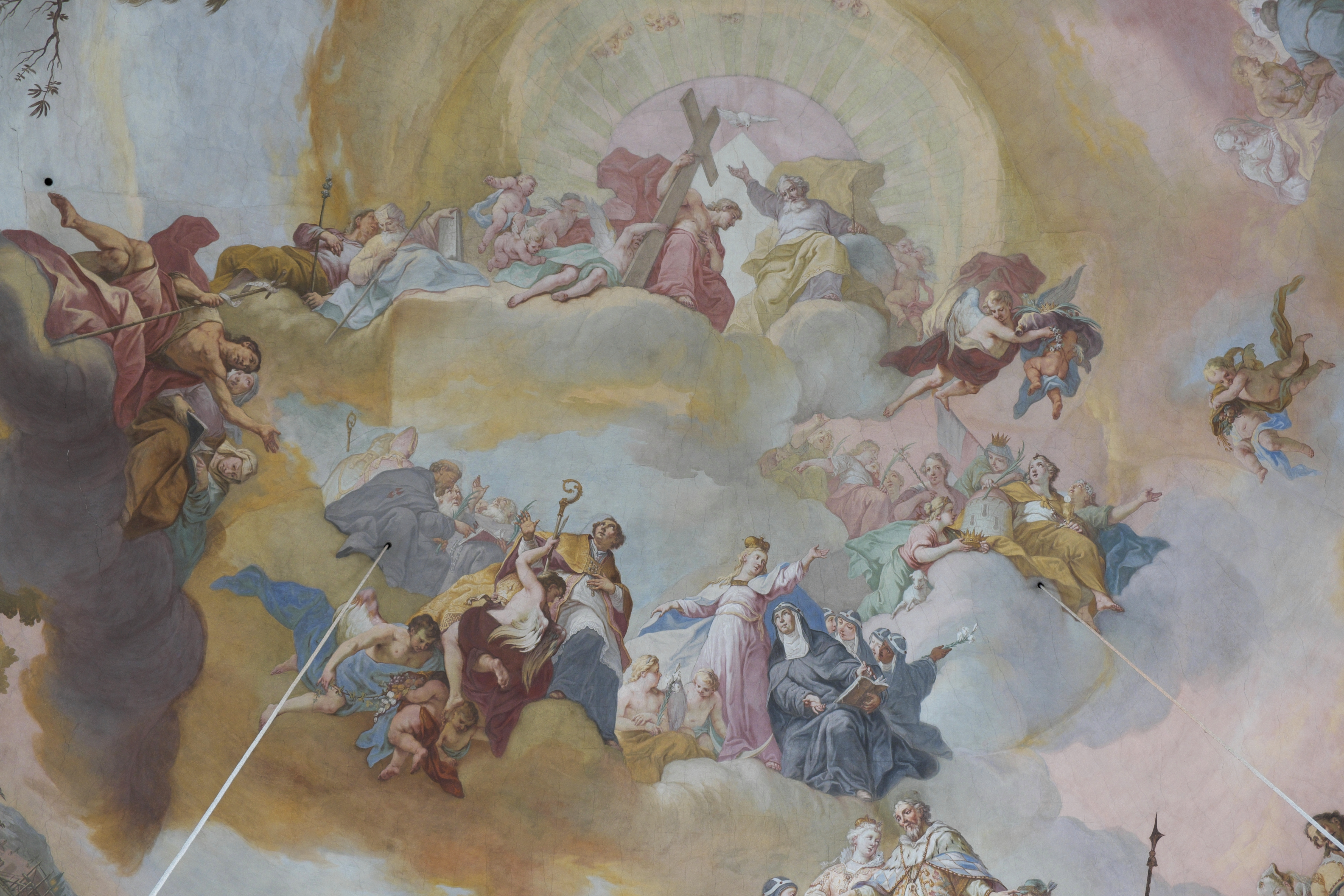
Maria, Alto und Birgitta von Schweden mit Märtyrern und Heiligen, oben Dreifaltigkeit

Auf dem Kuppelfresko des Hauptraumes ist im Zentrum die Dreifaltigkeit dargestellt. Jesus, in ein rotes Gewand gekleidet, hält das Kreuz, Gottvater ist in ein goldenes Gewand gehüllt, über beiden schwebt der heilige Geist in Gestalt einer Taube. Auf der mittleren Ebene thront auf Wolken eine Schar von Heiligen. Auf der linken Seite der heilige Alto, der durch den Abtsstab gekennzeichnet ist, daneben der Mönch Richard Reynolds (um 1492–1535), den der englische König Heinrich VIII. hinrichten ließ, weil dieser ihn nicht als Oberhaupt der Kirche in England anerkannte. Er hält einen Palmwedel als Zeichen seines Märtyrertums in der Hand. Auf der rechten Seite nimmt Maria die heilige Birgitta und andere Ordensfrauen unter ihren Schutzmantel. Darüber sieht man Märtyrerinnen wie die heilige Agnes von Rom, unter der ein Lamm zu erkennen ist, und die heilige Barbara von Nikomedien, die mit ihren Attributen Turm, Kelch und Hostie dargestellt wird.
An den Rändern des Kuppelfreskos wird an die Geschichte des Klosters erinnert. Nach der Legende schenkte der fränkische König Pippin der Jüngere, der Sohn von Karl Martell und Vater Karls des Großen, dem heiligen Alto Land, damit dieser dort ein Kloster gründen sollte. Die Gründung soll um 730 erfolgt sein, ist jedoch nicht belegt.
Eine wichtige Episode in der Geschichte von Altomünster war die Gründung eines Doppelklosters im Jahr 1497. Hierzu erhielten aus dem Kloster Maihingen berufene Birgitten das aufgelöste Benediktinerinnenkloster vom bayerischen Herzog Georg dem Reichen und seiner Gemahlin Jadwiga unter der Vermittlung des Grafen Wolfgang von Sandizell als Schenkung. Eine Szene auf dem Kuppelfresko zeigt die Überreichung der Schenkungsurkunde durch Herzog Georg. Die Nonnen sind in ihrer grauen Kutte mit schwarzem Schleier und der weißen Birgittenkrone dargestellt. Sie stehen über den Mönchen, die wie Bittsteller wirken und denen die Nonnen Befehle erteilen. Die  Birgittenklöster waren als Doppelklöster angelegt und die Mönche der Äbtissin zum Gehorsam verpflichtet.
Eine weitere Szene zeigt, wie die Ordensgründerin Birgitta im Jahr 1370 von Papst Urban V. die Bestätigung ihrer Ordensregel erhält.
In einer anderen Szene ist eine Gruppe von Heiligen versammelt. Links außen ist der heilige Augustinus, als Bischof gekleidet, mit dem Bischofsstab und einem brennenden Herzen dargestellt. Daneben kauert der heilige Leonhard mit einer Kette in der Hand auf einer Wolke. Im Vordergrund steht der heilige Florian, der als Soldat gekleidet ist und eine Fahne in der Hand hält. Der heilige Wendelin ist an seiner Hirtenkleidung zu erkennen. Im Hintergrund sieht man die Märtyrer Crispinus und Crispinianus, die Schutzpatrone der Schuhmacher, mit ihrem Attribut, dem Schusterhammer.

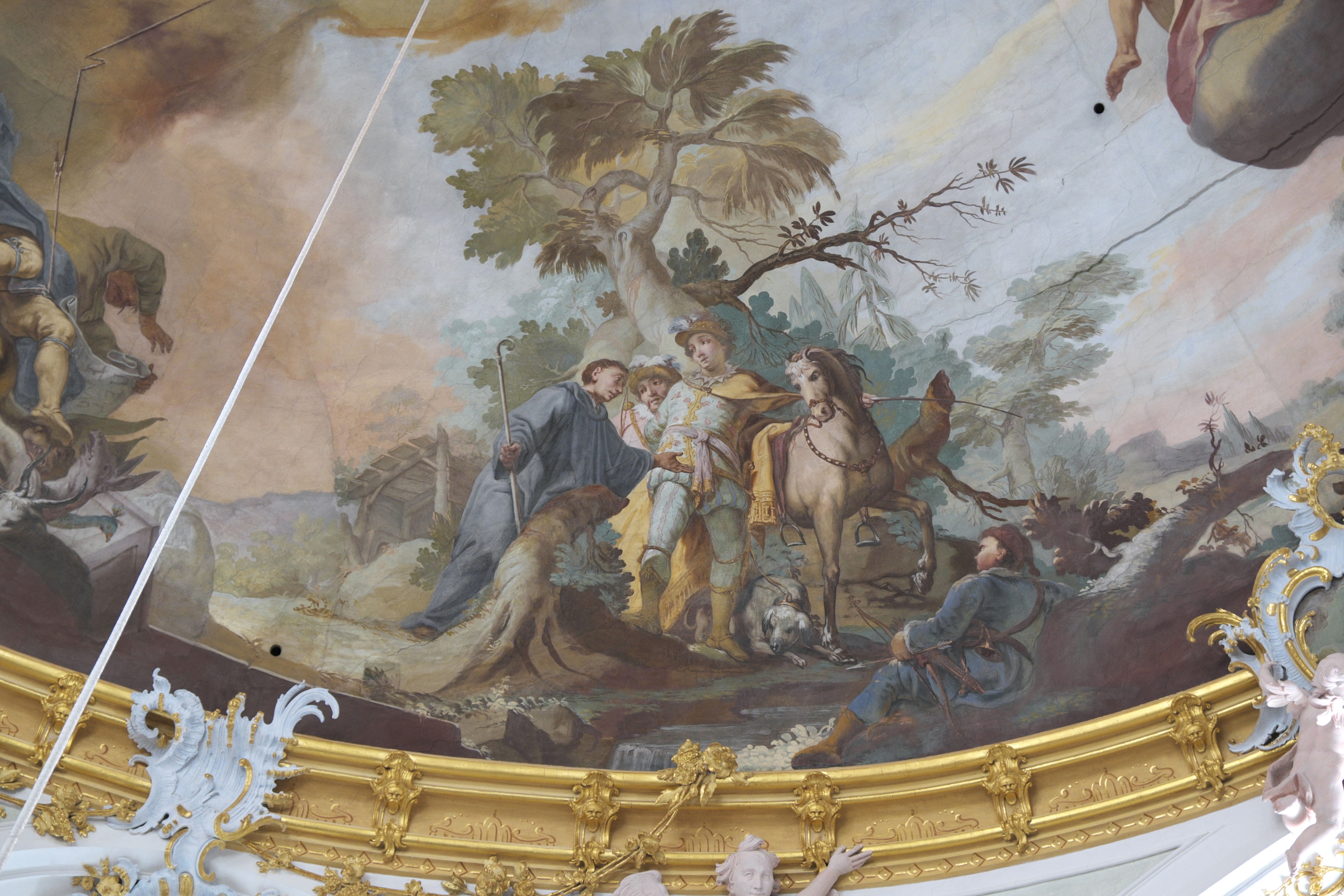
Pippin der Jüngere schenkt dem heiligen Alto Land für die Klostergründung
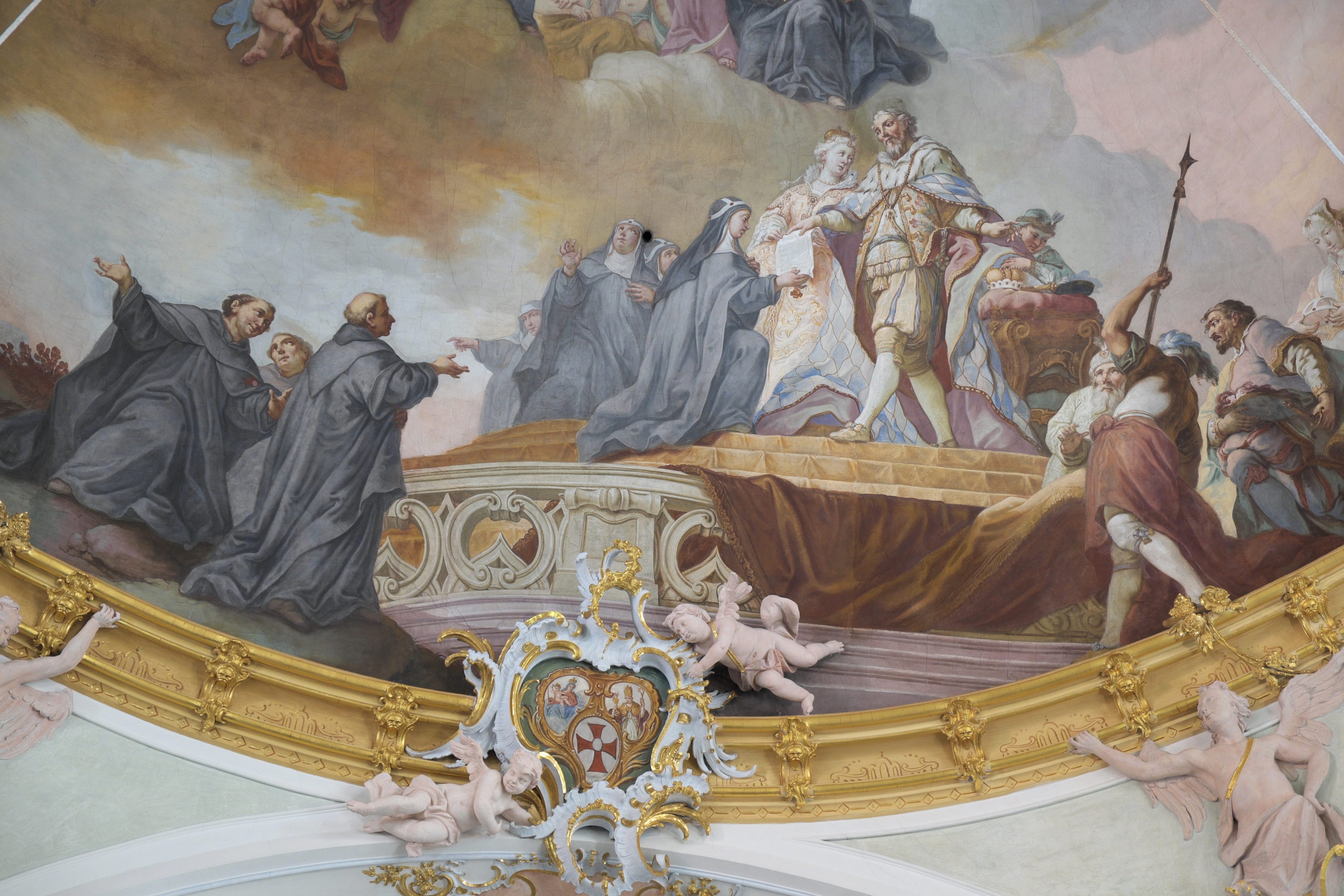
Georg der Reiche und Jadwiga überreichen den Birgittinnen die Schenkungsurkunde
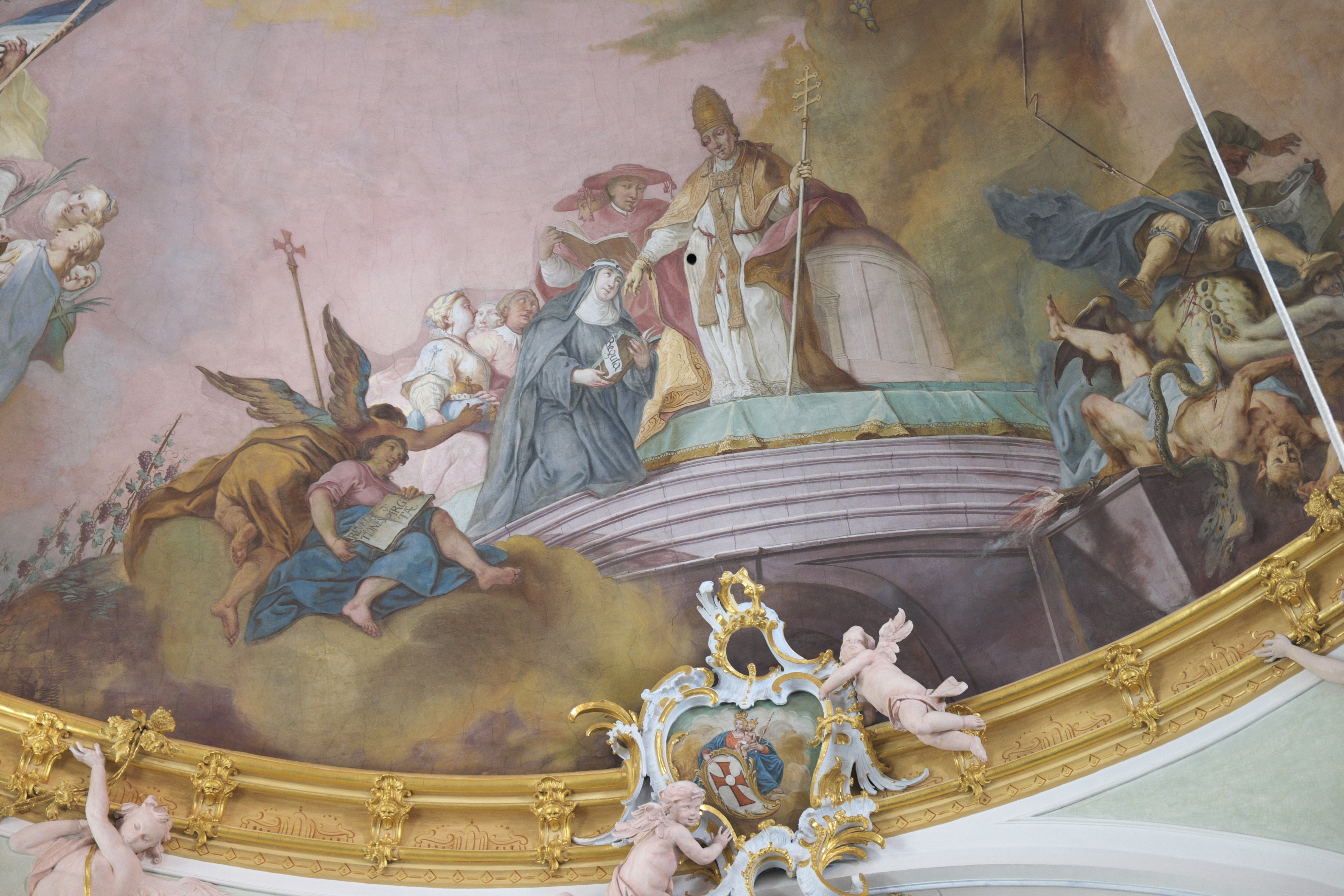
Birgitta von Schweden erhält von Papst Urban V. die Bestätigung ihrer Ordensregel
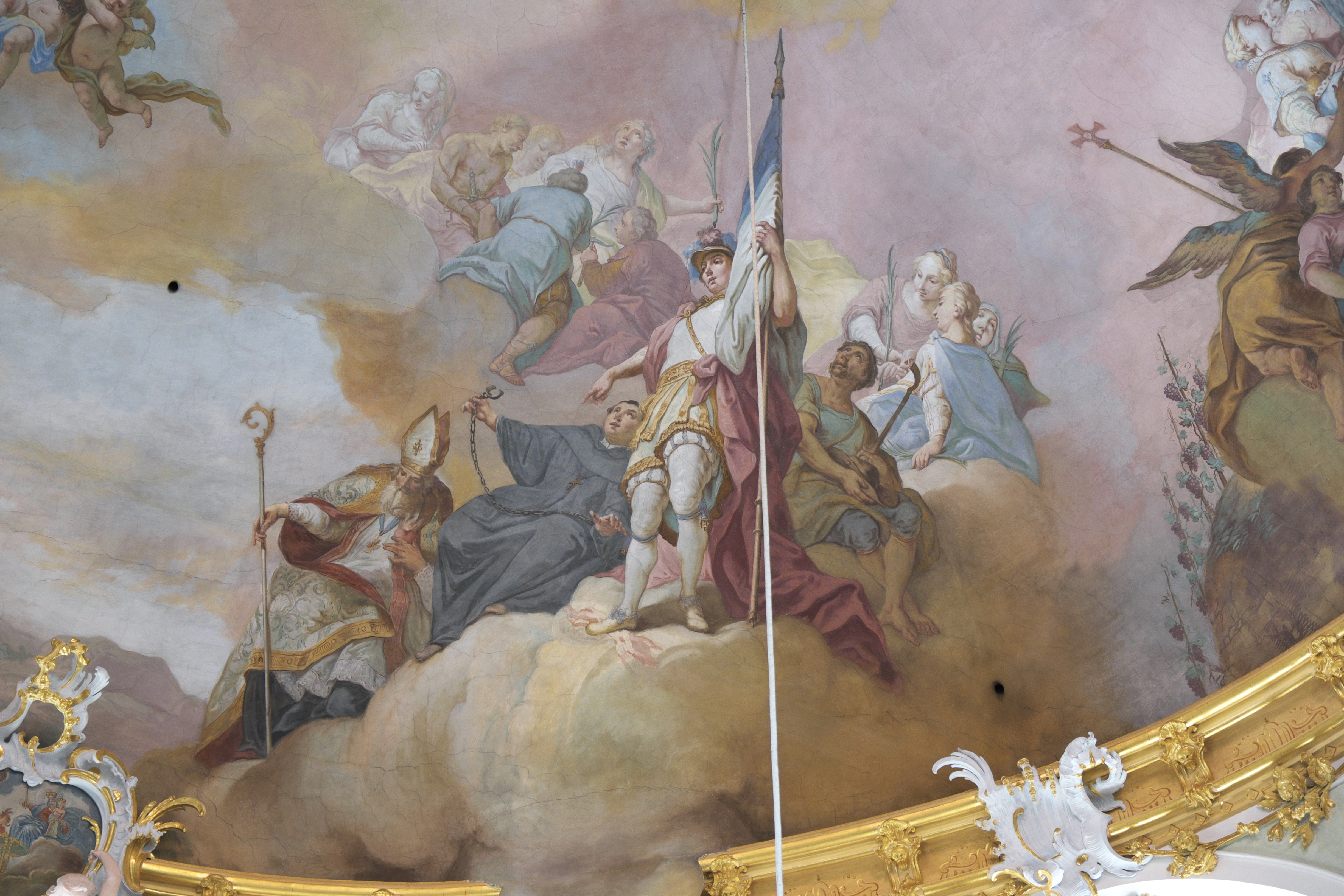
Heilige und Märtyrer

### Deckenfresko des Beichtraumes
Das Deckenfresko im Beichtraum stellt auf einer Hälfte die Heilung des Gelähmten von Bethesda dar und auf der anderen Hälfte die Entdeckung der Quelle, an der nach der Legende der heilige Alto sein Kloster gründete.

### Fresken des Altarraumes
Die beiden Deckenfresken im Altarraum stellen im Osten die Vision des heiligen Alto und im Westen die Vision des Johannes von Patmos, des Verfassers der Offenbarung, dar. Der heilige Alto steht am Altar und zelebriert die Messe, er hält den Kelch zur Wandlung hoch, aus dem sich das Jesuskind erhebt. Ein Engel weist Johannes den Blick nach oben, wo ihm das Himmlische Jerusalem mit seinen zwölf Toren erscheint. Die drei kleineren, in Stuckrahmen gefasste Grisaillebilder an den Wänden sind der Marienverehrung gewidmet.

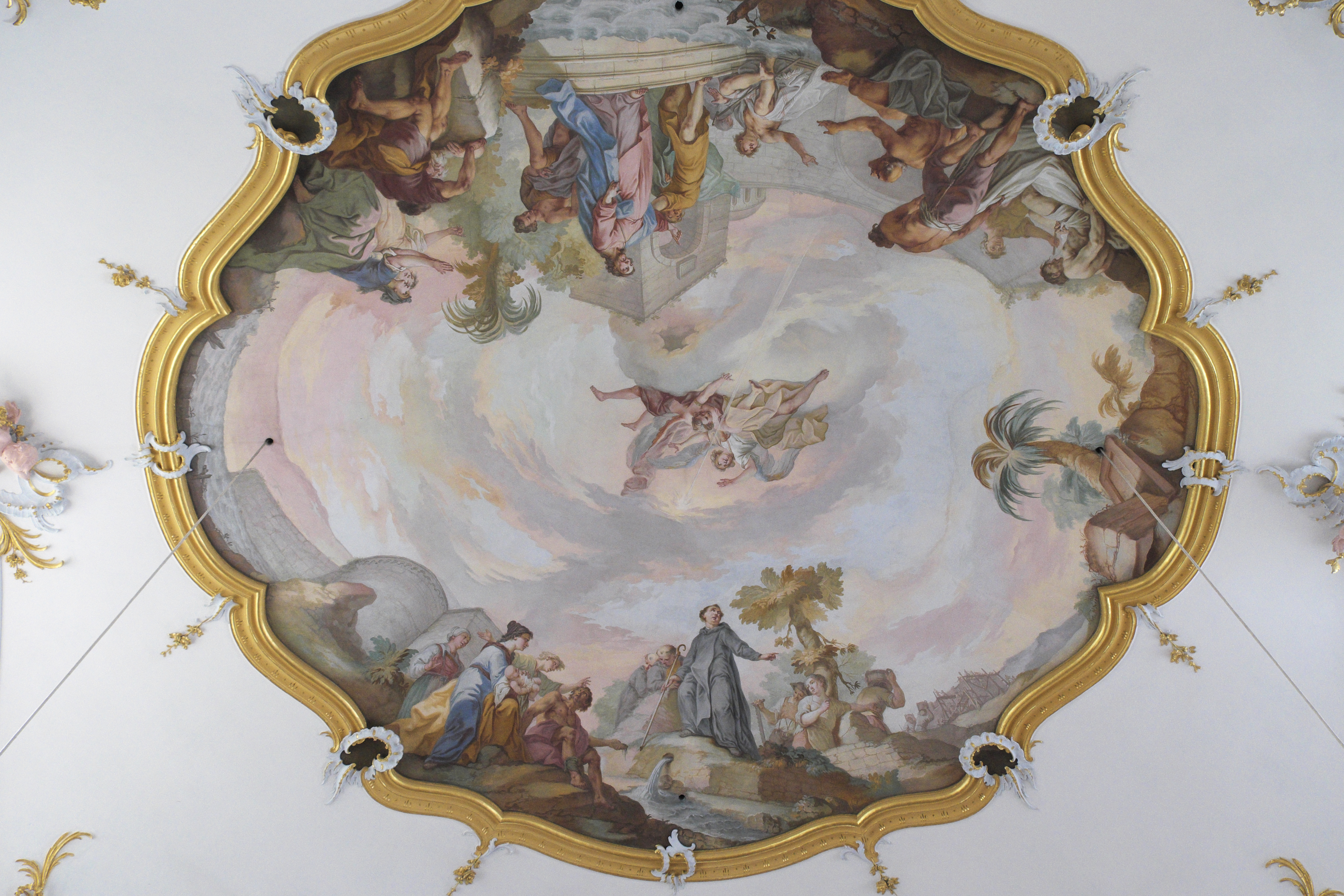
Heilung eines Gelähmten und Entdeckung der Altoquelle
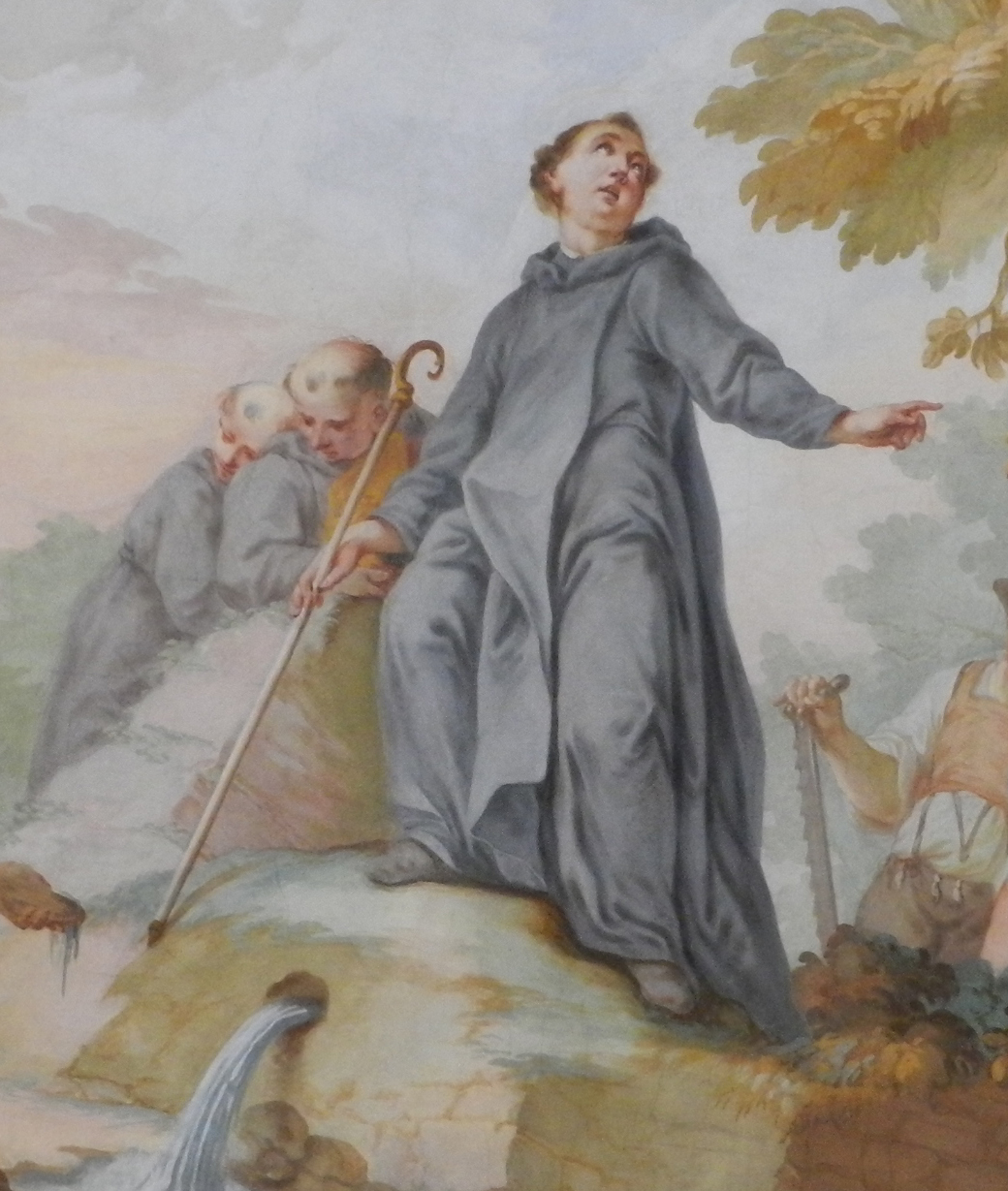
Heiliger Alto entdeckt die Quelle
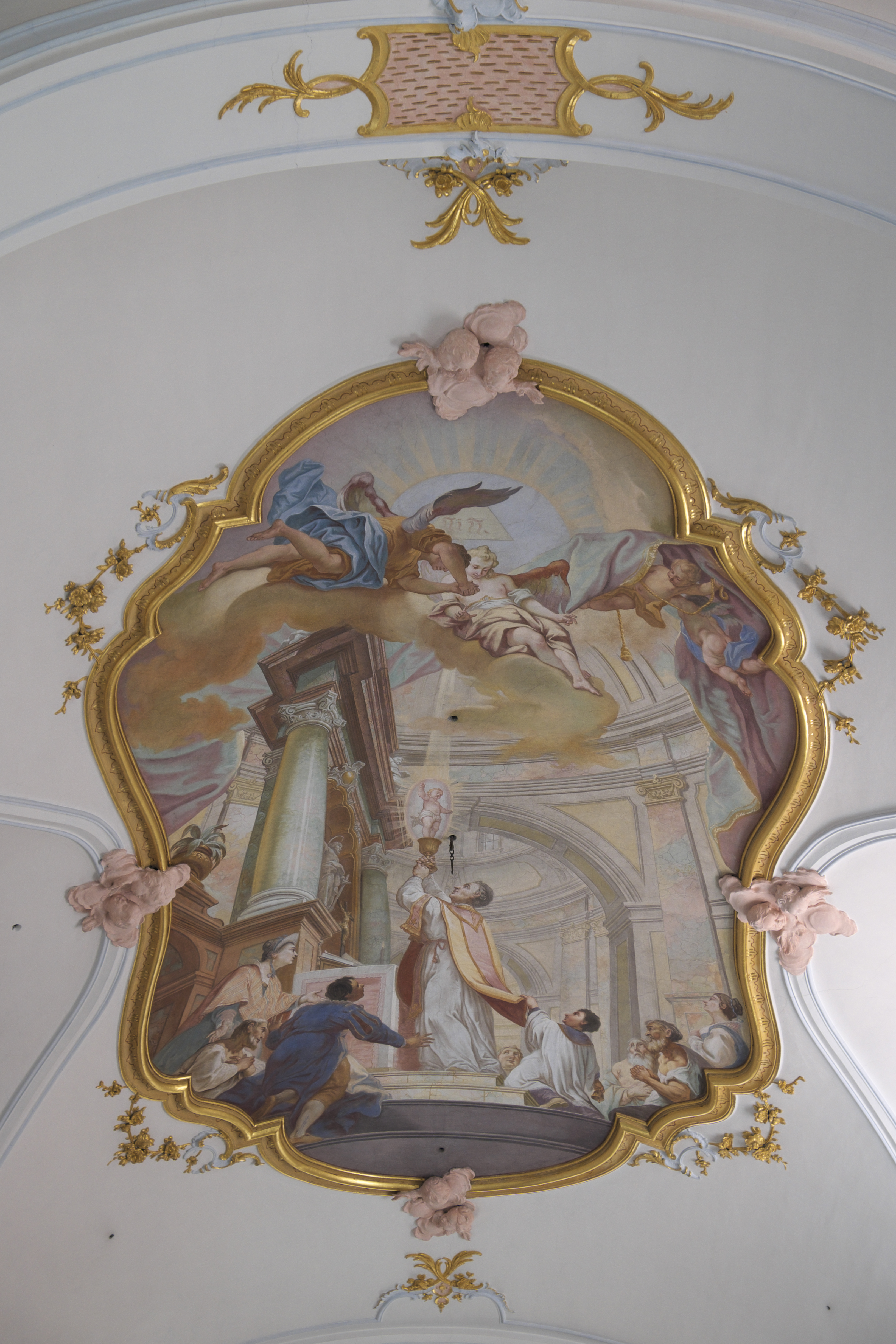
Vision des heiligen Alto
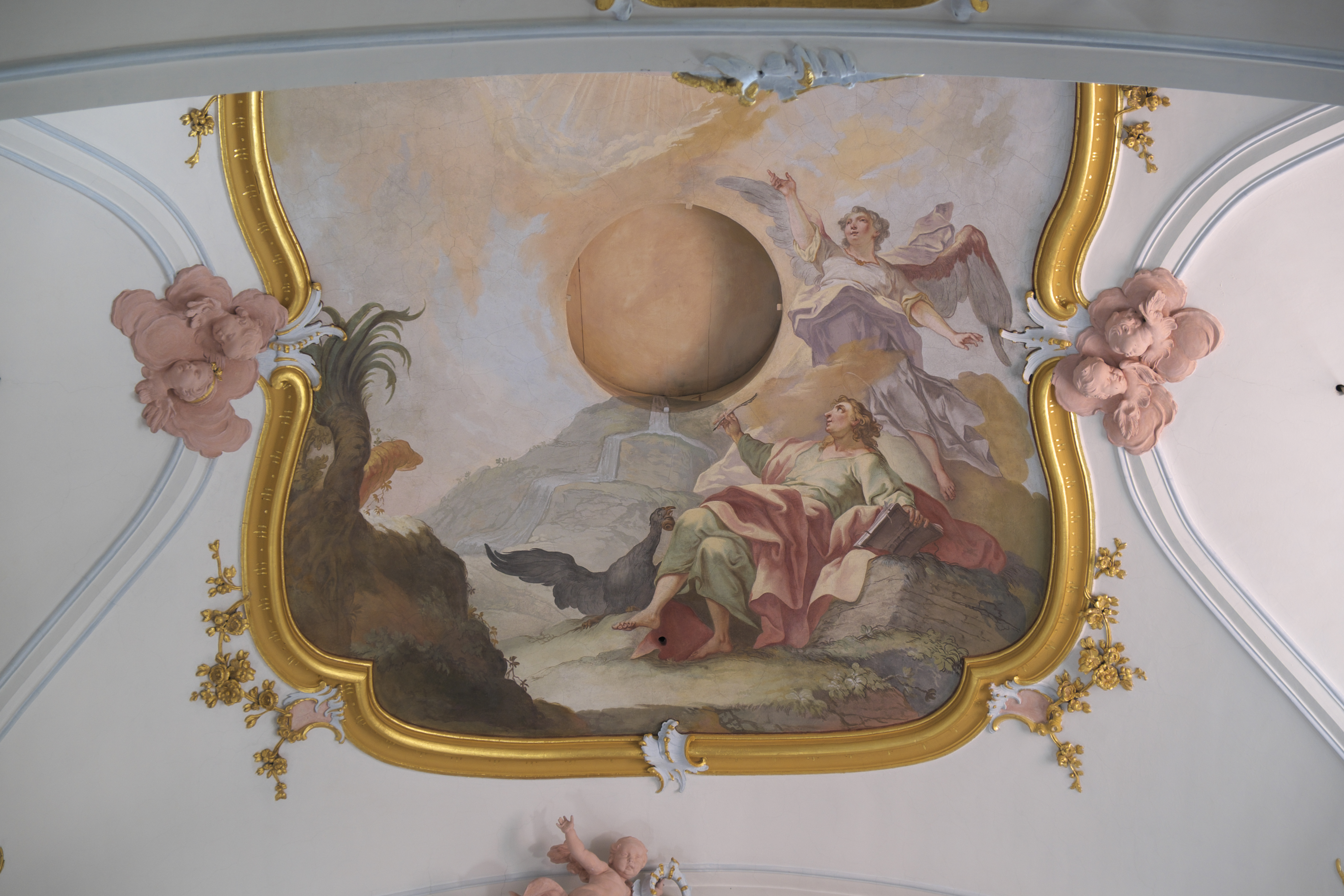
Vision des Johannes von Patmos

## Stuck
Der Stuckdekor aus der Zeit von 1766 bis 1768 stammt von dem ebenfalls in Augsburg tätigen und zur  Wessobrunner Schule zählenden Jakob Rauch. Blumengirlanden und Rocaillekartuschen in Weiß und Gold sind bedacht im Raum verteilt und wirken nicht überladen. Die Engelsputten am Gebälk und die Karyatiden unter der Kuppel sind rosa gefasst. Die Stuckkapitelle der Pilaster sind mit Engelsköpfen und dem Kreuz des Birgittenordens verziert.

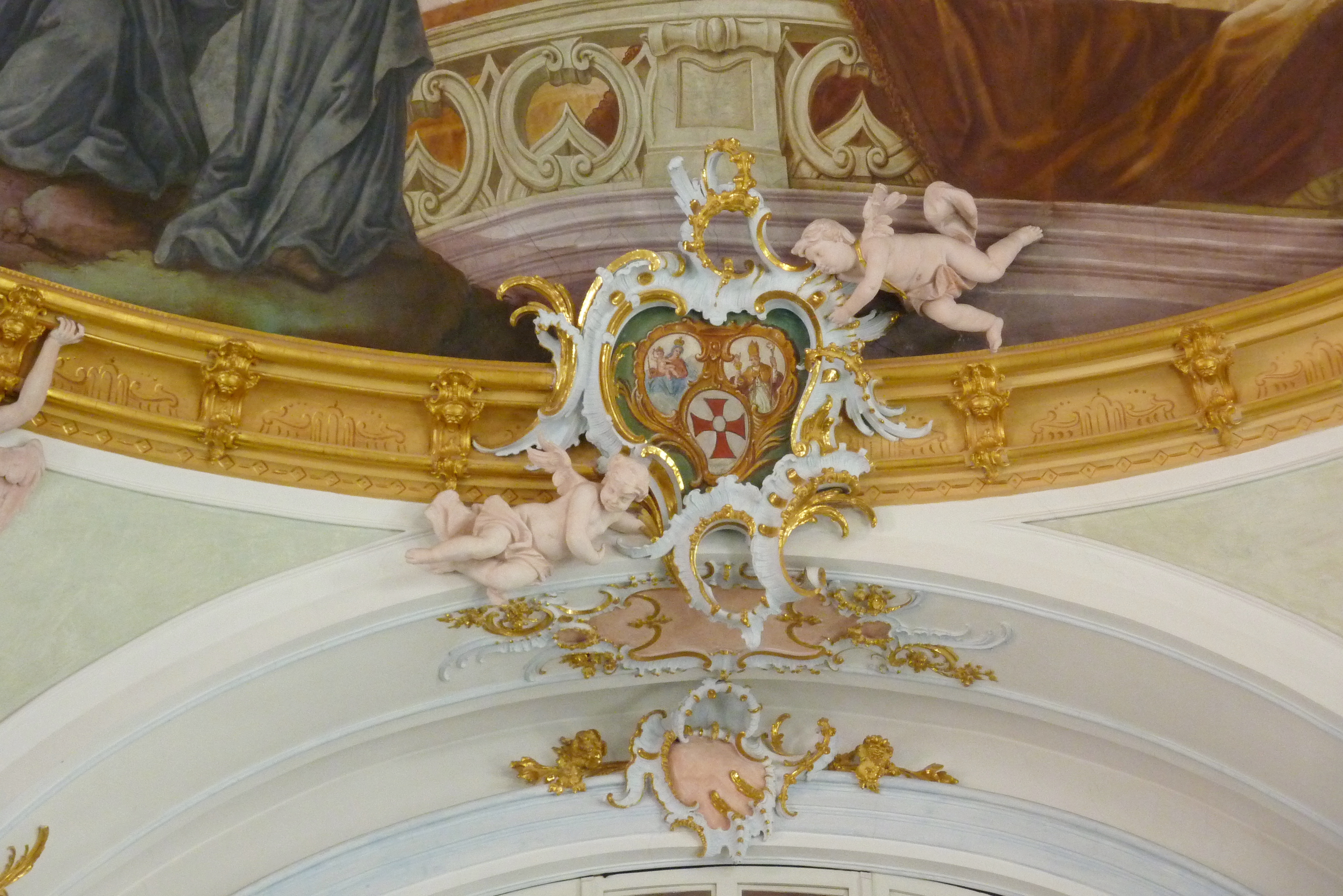
Stuckkartusche mit Wappen
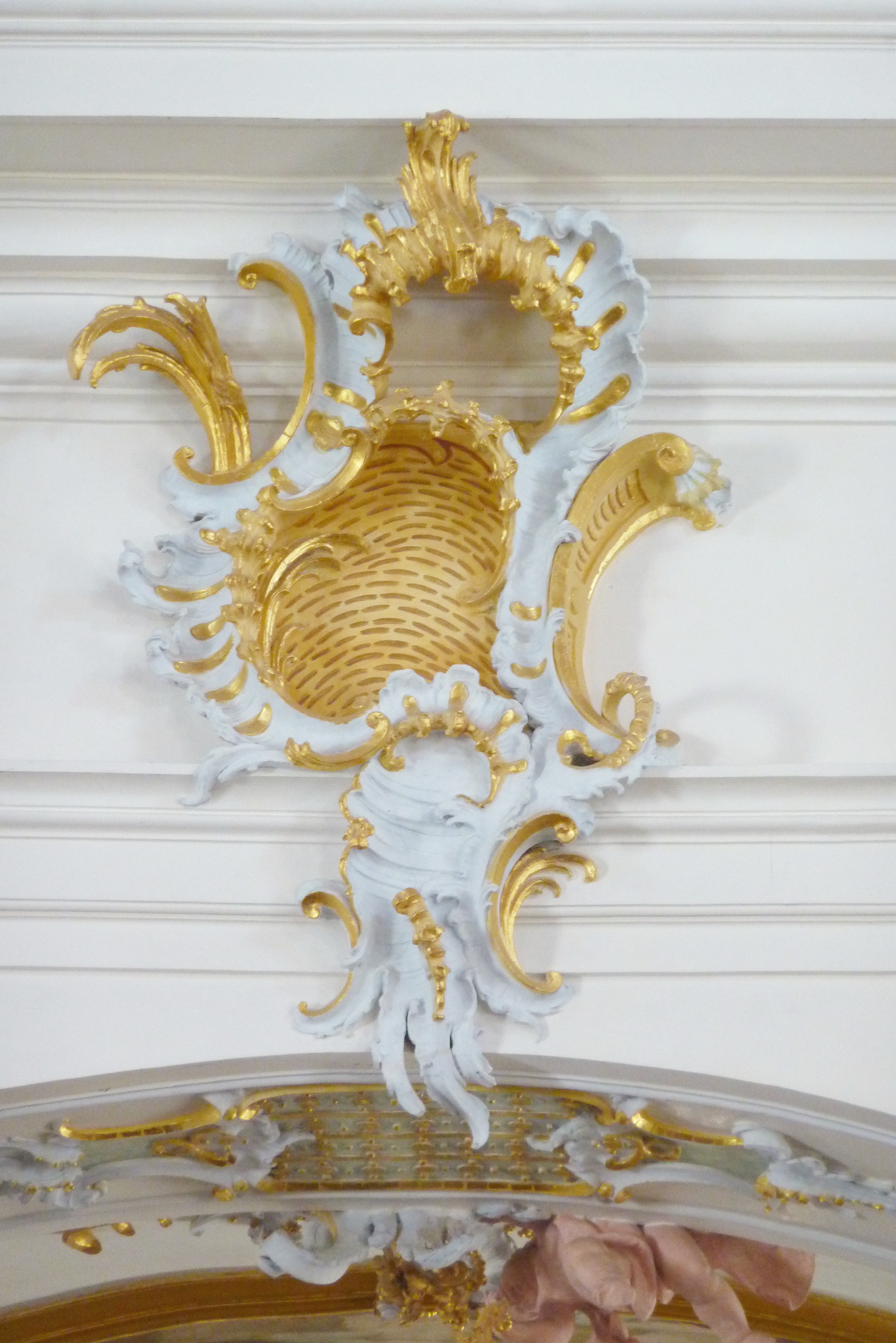
Rocaillekartusche
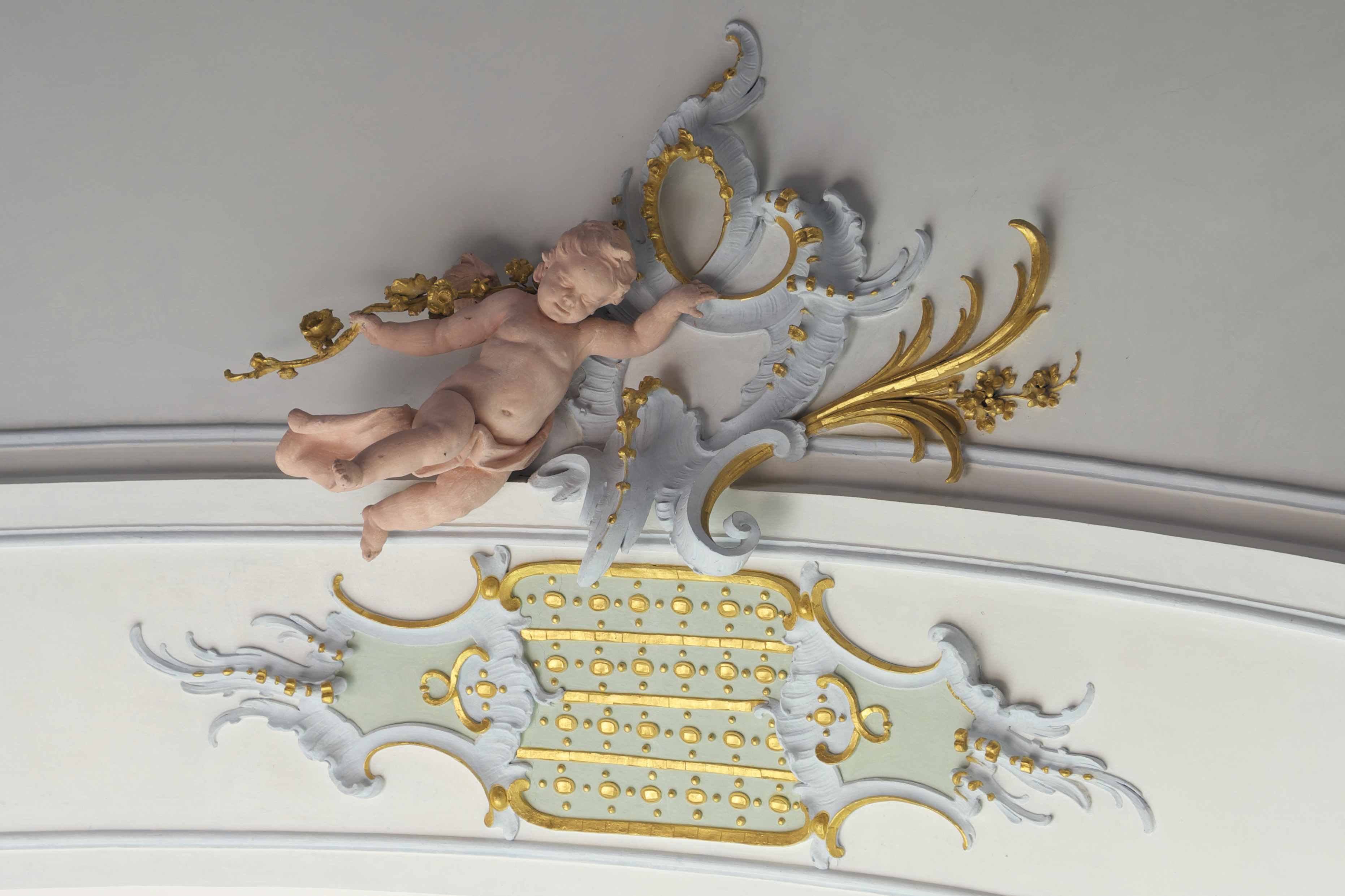
Engelsputto und Stuckkartusche

## Orgel
Die Orgel stammt aus dem 1803 abgerissenen Kloster der Augustiner-Rekollekten in Taxa, einem Ortsteil von Odelzhausen im Landkreis Dachau. Das Orgelgehäuse stammt aus der Zeit um 1760. Das rein mechanische Werk wurde 1986 von der Orgelbaufirma Sandtner mit 25 Registern auf drei Manualen und Pedal mit Schleifladen gebaut, unter Verwendung von historischem Bestand von ca. 1760, 1883 und 1919. Die Disposition lautet:
| II Hauptwerk   |       |              |
| Principal      | 8′    |              |
| Copel          | 8′    | ab cis1 1760 |
| Viola da Gamba | 8′    | f-c3 1760    |
| Octave         | 4′    | B-e1 1760    |
| Flauten        | 4′    | 1919         |
| Quinte         | 2 ⁄3′ | A-h 1760     |
| Flageolet      | 2′    |              |
| Cornet V       | 8′    | ab g         |
| Mixtur IV-V    | 2′    | teilw. 1760  |
| Trompete       | 8′    | 1883         |
| Tremulant      |       |              |

| III Positiv |       |           |
| Rohrflöte   | 8′    |           |
| Quintade    | 8′    |           |
| Principal   | 4′    |           |
| Spitzflöte  | 4′    | d-h2 1760 |
| Octave      | 2′    |           |
| Quinte      | 1 ⁄3′ |           |
| Mixtur IV   | 1′    |           |
| Cromorne    | 8′    |           |
| Tremulant   |       |           |

| Pedal    |        |           |
| Subbaß   | 16′    |           |
| Octavbaß | 8′     |           |
| Copel    | 8′     |           |
| Quinte   | 5 1⁄3′ |           |
| Octave   | 4′     | e-f1 1883 |
| Bombarde | 16′    |           |
| Basson   | 8′     |           |

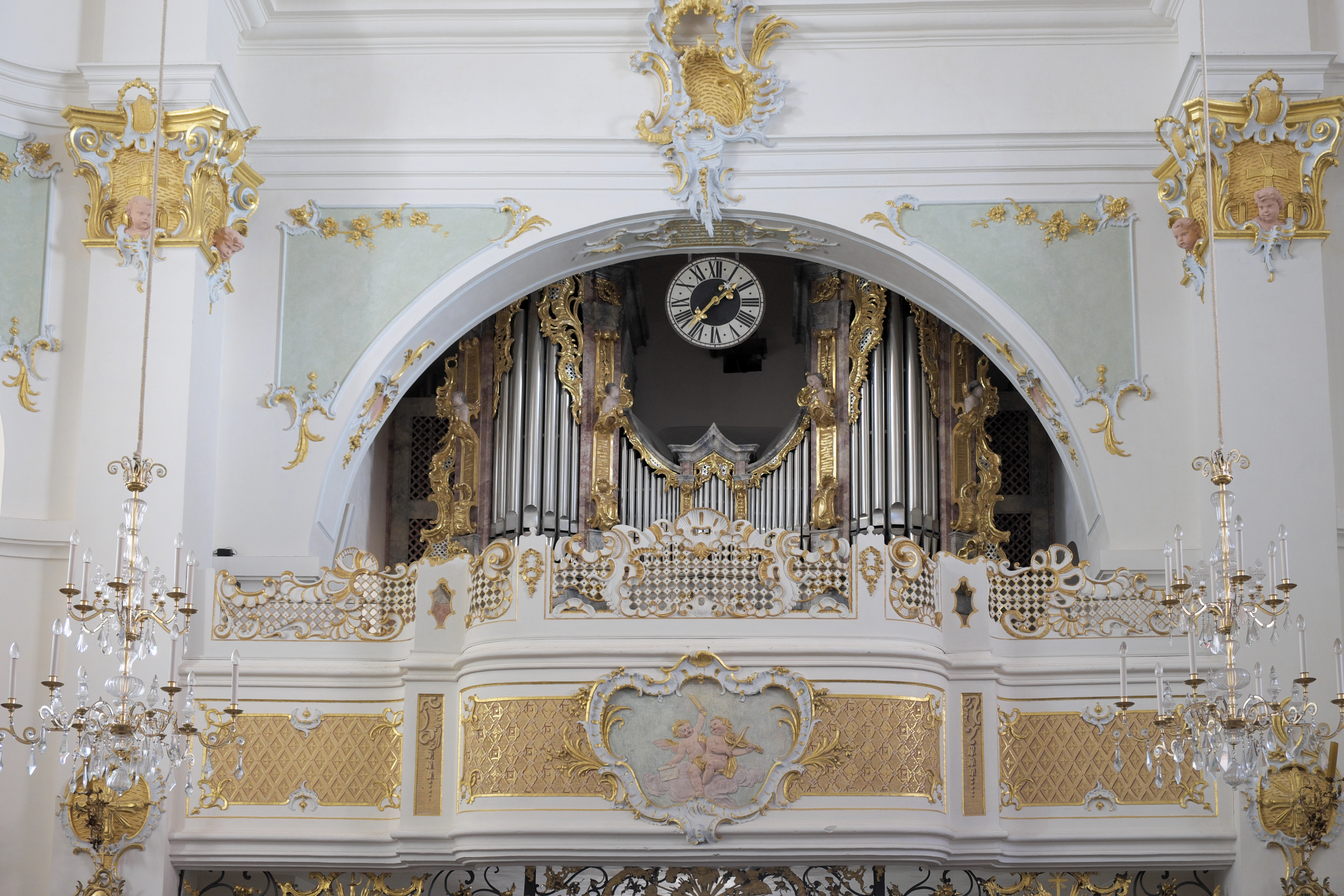
Orgelempore

- Das 1. Manual ist ein Koppelmanual.
- Koppeln: II/P, III/P, Organo-plenum

## Glocken
Im Turm hängen sechs läutbare Glocken:

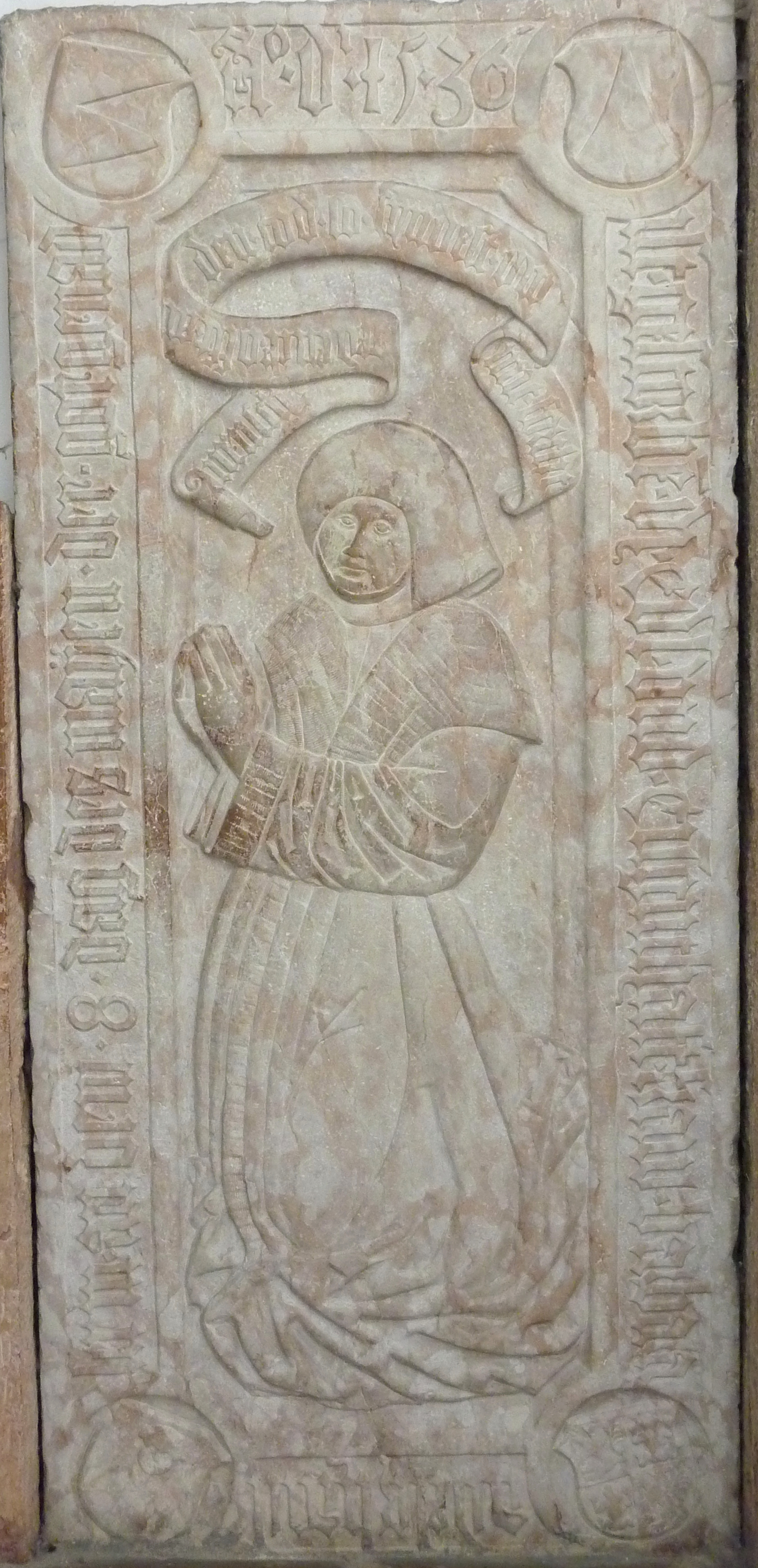
Epitaph für Barbara von Adelzhausen

| Glocke | Widmung      | Gießer                  | Gussjahr | Durchmesser | Gewicht | Schlagton | Bemerkung                     |
| ------ | ------------ | ----------------------- | -------- | ----------- | ------- | --------- | ----------------------------- |
| 1      | Hl. Alto     | Czudnochowsky, Erding   | 1950     | 1650 mm     | 2600 kg | b°        | Stundenschlag                 |
| 2      | Christkönig  | Czudnochowsky, Erding   | 1950     | 1350 mm     | 1300 kg | d′        | Viertelstundenschlag          |
| 3      | Hl. Maria    | Czudnochowsky, Erding   | 1950     | 1150 mm     | 900 kg  | f′        |                               |
| 4      | Hl. Josef    | Gießerei Perner, Passau | 1990     | 1030 mm     | 600 kg  | g′        |                               |
| 5      | Hl. Michael  | Czudnochowsky, Erding   | 1949     | 760 mm      | 300 kg  | c″        | Sterbeglocke                  |
|        |              |                         |          |             |         |           |                               |
| –      | Hl. Birgitta | Czudnochowsky, Erding   | 1949     | 950 mm      | 350 kg  | a′        | Wetterglocke, nur Handbetrieb |

## Glockenspiel
Seit dem 11. Dezember 2005 ist ein Glockenspiel mit 24 Glocken (größte Glocke 200 kg) im Turm vorhanden (von außen nicht sichtbar). Die Glocken können nicht schwingen und werden von innen mit einem Hammer angeschlagen. Der Tonumfang umfasst gut zwei Oktaven von d2 bis dis4. Der Guss erfolgte durch die Firma Perner in Passau. Das Glockenspiel kann von Hand über eine Tastatur bespielt werden, z. B. bei Orgelführungen. Dreimal täglich werden Lieder passend zum Kirchenjahr automatisch gespielt, die vorher einprogrammiert werden. Das Glockenspiel ist von Montag bis Samstag um 9, 13 und 17 Uhr und am Sonntag um 13, 15 und 17 Uhr zu hören.

## Epitaphien
Im Vorraum, neben dem Eingang, sind an den Wänden Epitaphien aufgestellt, u. a. zwei Rotmarmorepitaphien für Christina von Machslrain († 1535) und Barbara von Adelzhausen († 1536).